# Settecamini

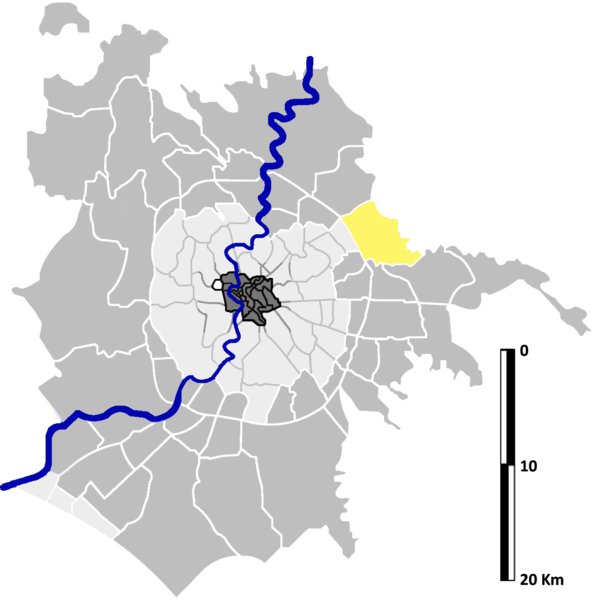
Localisation de Settecamini sur la carte administrative de Rome.

Settecamini est une zona di Roma (zone de Rome) située au nord-est de Rome dans l'Agro Romano en Italie. Elle est désignée dans la nomenclature administrative par Z.VI et fait partie du Municipio IV. Sa population est de 20 626 habitants répartis sur une superficie de 21,61 km2.

## Histoire
L'essentiel de cette zone est historiquement située sur la propriété du duc Leopoldo Torlonia.

## Lieux particuliers
- Église Santa Maria dell'Olivo (1926)
- Église San Michele
- Église Sant'Alessio (!982)